# Trixoscelis proxima
Trixoscelis proxima är en tvåvingeart som först beskrevs av Seguy 1936.  Trixoscelis proxima ingår i släktet Trixoscelis och familjen myllflugor. Inga underarter finns listade i Catalogue of Life.